# Cyclocephala hirta
Cyclocephala hirta är en skalbaggsart som beskrevs av Leconte 1861. Cyclocephala hirta ingår i släktet Cyclocephala och familjen Dynastidae. Inga underarter finns listade i Catalogue of Life.